# میدان نفتی یوهان اسوردروپ
میدان نفتی اسوردروپ (به نروژی: Johan Sverdrup-feltet) یکی از میدان‌های نفتی نروژ می‌باشد که در جنوب دریای شمال واقع است. میزان سرمایه‌گذاری صورت‌گرفته بر روی این میدان تا سال ۲۰۲۰ (میلادی)، ۸۵٬۹۰۱ میلیون کرون نروژ بوده‌است. عملیات استخراج نفت از آن، از اکتبر ۲۰۱۹ (میلادی) آغاز شده‌است. شرکت بهره‌بردار اصلی این میدان نفتی، شرکت اکوینور (استات‌اویل سابق) با ۴۲٫۶ درصد حق بهره‌برداری می‌باشد. ظرفیت این میدان، ۲ میلیارد و ۸۰۰ میلیون بشکه نفت خام برآورد می‌شود. انتظار می‌رود میزان بهره‌برداری از این میدان در نیمه سال ۲۰۲۱ به ۵۳۵ هزار بشکه در روز برسد.
عنوان این میدان نفتی، از نام یوهان اسوردروپ سیاستمدار سابق نروژی گرفته شده‌است.